# Гледка
Гледка (болг. Гледка) — село в Болгарии. Находится в Хасковской области, входит в общину Стамболово. Население составляет 245 человек.

## Политическая ситуация
В местном кметстве Гледка, в состав которого входит Гледка, должность кмета (старосты) исполняет Хайри  Халибрам Дениз (Движение за права и свободы (ДПС)) по результатам выборов.
Кмет (мэр) общины Стамболово — Гюнер Фариз Сербест (Движение за права и свободы (ДПС)) по результатам выборов.